# Илија Костов
Илија Костов (рођен 1941) је српски сликар.

## Биографија
Рођен је 1941. године у Скопљу. Дипломирао је на Факултету ликовних уметности Универзитета уметности у Београду у класи професорке Љубице Сокић 1966, завршио је постдипломске студије на истом факултету код исте професорке 1969. и специјални течај у Београду. Самостално је излагао у Београду 1969. и 1971. и Скопљу 1973, учествовао је на групним изложбама Удружења ликовних уметника Србије 1967, 1969, 1970, 1971, 1973. и 1974, изложбама Октобарског салона 1967. и 1969—1973, Тријеналу ликовних уметности у Београду 1967, изложбама „Београдски графички круг” 1967—1973, Трећем тријеналу савременог југословенског цртежа у Сомбору и изложбама „Осам београдских графичара” у Нишу, Приштини и Чачку 1969, изложби „Београдски графичари” у Бриселу, изложби југословенске графике у Загребу 1970. и 1972, изложбама у Буенос Ајресу, Венецији и Трсту 1971, Трећем бијеналу графике у Брадфорду 1972. и изложби поводом тридесет година УЛУС-а 1975.